# إليجيو إنسفران
إليجيو إنسفران (بالإسبانية: Eligio Insfrán)‏ مواليد 27 أكتوبر 1935 في باراغواي، هو لاعب كرة قدم باراغواياني. يلعب في مركز الهجوم. سبق له أن لعب في كأس العالم لكرة القدم مع منتخب بلاده في مونديال 1958.

## المسيرة الاحترافية

### أندية لعب لها
- نادي غواراني (نادي كرة قدم)

## روابط خارجية
- إليجيو إنسفران على موقع الاتحاد الدولي (مؤرشف)  (الإنجليزية)
- إليجيو إنسفران على موقع عالم كرة القدم.نت (الإنجليزية)